# Гюльбенда
Гюльбенда (азерб. Qulbəndə) — село в Гюльбендинском административно-территориальном округе Агдашского района Азербайджана.

## Этимология
По мнению одних исследователей, название происходит от персидских слов «гюль» (цветок) и «бендэ» (человек). По мнению других же, название происходит от названия села Гулабенд Уджарского района, расположенного в 25 километрах от села.

## История
В 1926 году согласно административно-территориальному делению Азербайджанской ССР село относилось к дайре Агдаш Геокчайского уезда.
После реформы административного деления и упразднения уездов в 1929 году был образован Гюльбендинский сельсовет в Агдашском районе Азербайджанской ССР.
Согласно административному делению 1961 года село Гюльбенда входило в Касильский сельсовет Агдашского района Азербайджанской ССР, но уже к 1977 году у села был свой сельсовет.
В 1999 году в Азербайджане была проведена административная реформа и внутри Гюльбендинского административно-территориального округа был учрежден Гюльбендинский муниципалитет Агдашского района.

## География
Гюльбенда расположена на берегу реки Турианчай.
Село находится в 5 км от райцентра Агдаш и в 230 км от Баку. Ближайшая железнодорожная станция — Ляки.
Село находится на высоте 41 метров над уровнем моря.

## Население
| Численность населения | Численность населения | Численность населения |
| 1977                  | 1985                  | 2009                  |
| --------------------- | --------------------- | --------------------- |
| 398                   | ↗480                  | ↗554                  |

Население преимущественно занимается выращиванием овощей, в частности — ранних сортов капусты. В советское время население было занято хлопководством, выращиванием зерна, шелководством и животноводством.

## Климат
| Показатель                                             | Янв. | Фев.              | Март | Апр. | Май  | Июнь | Июль | Авг. | Сен. | Окт. | Нояб. | Дек. | Год  |
| ------------------------------------------------------ | ---- | ----------------- | ---- | ---- | ---- | ---- | ---- | ---- | ---- | ---- | ----- | ---- | ---- |
| Средний суточный максимум, °C                          | 7,0  | 8,3               | 12,5 | 20,4 | 25,5 | 29,9 | 33,4 | 32,3 | 28   | 21,1 | 14,2  | 9,1  | 20,1 |
| Средняя температура, °C                                | 3,0  | 4,3               | 8    | 14,7 | 19,6 | 23,9 | 27,1 | 26,1 | 22,2 | 15,9 | 10    | 5,1  | 15,0 |
| Средний суточный минимум, °C                           | −0,9 | 0,3               | 3,6  | 8,9  | 13,7 | 18   | 20,9 | 19,9 | 16,4 | 10,8 | 5,9   | 1,2  | 9,9  |
| Норма осадков, мм                                      | 25   | {{{Фев_ср_осад}}} | 30   | 42   | 56   | 41   | 22   | 25   | 27   | 55   | 33    | 27   | 417  |
| Источник: http://en.climate-data.org/location/992259/6 |      |                   |      |      |      |      |      |      |      |      |       |      |      |

Среднегодовая температура воздуха в селе составляет +15,0 °C. В селе семиаридный климат.

## Инфраструктура
В советское время в селе располагался пункт медицинской помощи.
В селе расположена средняя школа.